# Journal of the ACM
Journal of the ACM je recenzovaný vědecký časopis, který se věnuje matematické informatice, zvláště jejím teoretickým aspektům. Je oficiálním časopisem Association for Computing Machinery (Asociace pro výpočetní techniku). Jeho současným šéfredaktorem je Venkatesan Guruswami.
Journal of the ACM vychází od roku 1954 a „počítačoví vědci si jej všeobecně velmi váží“.